# Wilhelm Keune
Wilhelm Keune (* 30. August 1905 in Melverode, Landkreis Braunschweig; † 21. Juni 1974 in Wolfenbüttel) war ein deutscher Unternehmer und Politiker (FDP). Er war Mitglied des Niedersächsischen Landtages in den Jahren 1947 bis 1949.
Nach dem Abschluss des Gymnasiums in Braunschweig besuchte Keune das Landschulheim Holzminden. Er absolvierte eine Lehre auf dem Gebiet der Konservenherstellung und war danach Volontär in Schweden, Helmstedt, Eulitz (heute Gemeinde Leuben-Schleinitz) und Quedlinburg für insgesamt 20 Monate. Im Jahr 1931 übernahm er das Unternehmen seines Vaters, die Wolfenbütteler Konservenfabrik 0.Keune.
Er trat im Jahr 1933 in die Nationalsozialistische Deutsche Arbeiterpartei ein, wurde jedoch 1934 wieder aus der Partei ausgeschlossen. 1944 wurde er aus politischen Gründen verhaftet und im Dezember 1944 zum Tode verurteilt. Grund für die Verhaftung
waren pazifistische Äußerungen innerhalb des Betriebes, die ihn in die Todeszelle der Haftanstalt Berlin-Moabit brachten.
Einige Tage vor der Hinrichtung kam die Befreiung durch die alliierten Truppen.
Nach seiner Befreiung 1945 und nach Ende des Zweiten Weltkrieges führte er das väterliche Konservenunternehmen weiter.
Keune war vom 20. April 1947 bis 4. November 1949 Mitglied des Niedersächsischen Landtages (1. Wahlperiode).